# Józef VI Audo
Józef VI Audo (ur. 1790 w Alkuszu, zm. 14 marca 1878 w Mosulu) – chaldejski patriarcha Babilonu.

## Życiorys

### Młodość
Józef Audo urodził się w Alkuszu w 1790. W 1814 wstąpił do tamtejszego klasztoru Rabban Hormizd, gdzie w 1818 udzielono mu święceń kapłańskich. 25 marca 1825 został wyświęcony na biskupa Mosulu przez patriarchę Józefa V Augustyna Hindi. W 1833 mianowano go biskupem Amadiya.

### Wybór na patriarchę
26 grudnia 1847 został wybrany chaldejskim patriarchą Babilonu. 11 września 1848 wybór ten został zatwierdzony przez papieża Piusa IX.
Podczas swoich rządów dbał o podniesienie poziomu wykształcenia kleru, czemu miało służyć fundowanie nowych szkół i seminariów, a także wysyłanie alumnów na studia do Rzymu. Dużą wagę przykładał do rozwoju życia monastycznego. Mnichów z klasztoru Rabban Hormizd wysyłał jako diakonów i prezbiterów do wielu diecezji. Wielu z nich zostało w przyszłości biskupami.

### Kontrowersja malabarska
W 1860 do Mosulu przybyła z Indii delegacja katolików obrządku malabarskiego, którzy jeszcze wtedy pozbawieni byli własnej hierarchii kościelnej i pozostawali pod zwierzchnictwem łacińskich biskupów. Poprosili oni patriarchę o wyświęcenie dla nich biskupa. W przeszłości bowiem Malabarczycy uznawali zwierzchnictwo Kościoła Wschodu i patriarchatu Seleucji-Ktezyfonu, z którego wywodził się chaldejski patriarchat Babilonu. Pomimo sprzeciwu delegata apostolskiego w Mosulu, arcybiskupa Henriego Amantona, patriarcha wyświęcił Tomasza Rokosa na biskupa Basry i wysłał go do Indii. Konsekracja bez mandatu papieskiego i wysłanie biskupa do diecezji podległych łacińskim biskupom w Indiach doprowadziło do konfliktu z nuncjuszem i Stolicą Apostolską, co zmusiło patriarchę do udania się w 1861 do Rzymu, w celu wyjaśnienia kontrowersji. Nakazano mu odwołanie biskupa Rokosa i zachowanie posłuszeństwa papieżowi, który przyjął go na audiencji 14 sierpnia. Patriarcha przyznał się do błędu i powrócił 2 grudnia do Mosulu. Biskup Rokos, ekskomunikowany uprzednio przez wikariusza apostolskiego Werapoly powrócił do Bagdadu w czerwcu 1862.

### Sobór watykański I
Do kolejnych napięć ze Stolicą Apostolską doszło, gdy patriarcha odmówił konsekrowania wyznaczonych przez Rzym biskupów. Sprzeciwił się także nowym zasadom elekcji biskupów w Kościele chaldejskim, zatwierdzonych bullą Cum ecclesiastica disciplina. Uczestniczył w soborze watykańskim I, na którym sprzeciwiał się przyjęciu, zawartego w konstytucji Pastor aeternus dogmatu o nieomylności papieża. Podczas głosowania nad nią opuścił obrady. Odmówił także potem podpisania tego dokumentu.

### SchizmaEliasza Mellusa
W 1874 patriarcha poprosił papieża o przywrócenie tradycyjnej zwierzchności jurysdykcyjnej Kościoła chaldejskiego, jako następcy Kościoła Wschodu, nad katolikami obrządku malabarskiego w Indiach. Nie uzyskawszy odpowiedzi z Rzymu, patriarcha zdecydował się na wyświęcenie Eliasza Mellusa na biskupa Akry i wysłanie go jako metropolity do Indii, gdzie został ekskomunikowany. Bez konsultacji z Rzymem wyświęcił także kolejnych biskupów, w tym swojego następcę, Eliasza XIV Abulyonana. Dwóch z nich wysłał do Indii, aby pomagali w posłudze biskupiej Eliaszowi Mellusowi.
Spowodowało to wraz z innymi kontrowersjami napisanie przez papieża Piusa IX encykliki In Quae in patriarchatu, w której wezwano go do posłuszeństwa Stolicy Apostolskiej. W przeciwnym razie papież zagroził patriarsze i wyświęconym przez niego biskupom ekskomuniką. Patriarcha pokajał się przed papieżem i wezwał biskupów z Indii do powrotu. W odpowiedzi przywrócono go do jedności kościelnej i uznano nominacje biskupie, z wyjątkiem biskupów w Indiach. Jednakże zażegnanie sporu nastąpiło zbyt późno, w wyniku czego kilka tysięcy wiernych w Indiach poprosiło patriarchę Asyryjskiego Kościoła Wschodu o ustanowienie dla nich metropolity, co doprowadziło do powstania istniejącego do dziś Asyryjskiego Kościoła Wschodu w Indiach.

### Ostatnie lata
Pojednany z Rzymem patriarcha zmarł w Mosulu 14 marca 1878. Papież Leon XIII nazwał go człowiekiem wielkiej wiary (quem eximius pietatis et religionis sensus ornabat). Na stolicy patriarszej zastąpił go Eliasz XIV Abulyonan, którego w przeszłości wyświęcił na biskupa.